# Џавахарлал Нехру
Џавахарлал Нехру (хинд. जवाहरलाल नेहरू, /ˈneɪruː, ˈnɛruː/; Javāharlāl Nehrū; Алахабад, 14. новембар 1889 — Њу Делхи, 27. мај 1964) је био први премијер Индије државник и политичар који се, после Гандија, сматра за најзначајнијег борца за ослобођење Индије од колонијалног ропства. Он се појавио као еминентни вођа Индијског покрета за независност под менторством Махатме Гандија, и служио је као индијски премијер од њеног успостављања као независна нација 1947. године до своје смрти 1964. године. Он се сматра архитектом модерне индијске нације-државе: суверене, социјалистичке, световне, и демократске републике. Он је такође познат као Пандит Нехру због тога што води порекло из Кашмирско Пандитске заједнице, док га индијска деца знају као чача Нехру (хинди, дословно „чика Нехру”).
Као син Мотилала Нехруа, проминентног адвоката и националистичког државника и Сваруп Рани, Нехру је дипломирао на Тринити колеџу у Кембриџу и Унутрашњем храму, где је обучаван да буде баристер. По повратку у Индију, почео је да ради при високом суду у Алахабаду и интересовао се за националну политику, која је на крају заменила његову правну праксу. Посвећени националиста од тинејџерских година, постао је растућа фигура у индијској политици у току нереда 1910-их година. Постао је проминентни лидер левичарских фракција Индијског националног конгреса током 1920-их, и на крају целог Конгреса, са прећутним одобрењем његовог ментора, Гандија. Као председник Конгреса Нехру је 1929. године позвао на потпуну независност од Британске Индије и подстакао је одлучујући помак Конгреса према левој страни.
Нехру и Конгрес доминирали су индијском политиком тридесетих година прошлог века, док се земља кретала ка независности. Његова идеја о секуларној нацији-држави је наизглед потврђена када је Конгрес, под његовим руководством, победио на покрајинским изборима 1937. године и формирао владу у неколико провинција. С друге стране, сепаратистичка Муслиманска лига добила је знатно мању подршку. Али ова достигнућа су била озбиљно компромитована након последица Августовског индијског покрета 1942. године, кад су Британци ефективно сломили Конгрес као политичку организацију. Нехру, који се нерадо обазирао на Гандијев позив за непосредну независност, јер је желео да подржи савезнички ратни напор током Другог светског рата, изашао је из дугог затворског рока у много измењен политички пејзаж. Муслиманска лига под његовим старим колегом из Конгреса и сада противником, Мухамедом Али Џином, доминирала је муслиманску политику у Индији. Преговори између Конгреса и Муслиманске лиге за поделу власти нису успели, и уступили су место независности и крвавој подели Индије 1947. године.

## Биографија
Рођен је 14. новембра 1889. у месту Алахабад као син добростојећег браманског адвоката из Кашмира.
У доби од 16 година отишао је у Енглеску и похађао Хероу школу и Универзитет у Кембриџу. На Кембриџу је студирао правне науке.
У Индију се вратио 1912. године. Политиком је почео да се бави дошавши у додир с учењима Гандија 1919. године када почиње и његово активно учешће у ослободилачком покрету. Иако Гандијев следбеник, није делио његово уверење у пасиван отпор, већ је сматрао како треба применити све расположиве мере. Британске власти затварале су га девет пута, а у затвору је провео укупно 13 година.
При решавању унутрашњих проблема имао је великих потешкоћа, како у опозицији тако и у сопственој странци. Стога је одложио питање национализације и аграрне реформе коју је желео да спроведе мирно, полако и законским путем. Истакао се и као борац против кастинског система.
Био је један од иницијатора Покрета несврстаних. Био је такође један од иницијатора азијско-афричке конференције у Бандунгу 1955. године.
Преминуо је у Њу Делхију 27. маја 1964. године од срчаног удара.
Његови потомци, кћерка Индира Ганди и унук Раџив Ганди су такође оставили значајан траг у индијској политици.

### Унутрашња политика
Од 1912. члан је Индијског националног конгреса, а 1918. изабран је у Свеиндијски национални комитет.
Од 1926. до 1928. генерални био је секретар Свеиндијског конгресног комитета. Године 1929. бива изабран за председника Конгресне странке. Исту функцију је обављао и 1936, 1937, 1946.
Године 1946. када су Британци отпочели припреме за повлачење из Индије, позван је да оформи прелазну владу која ће организовати прелазак из британске колоније у независну земљу. Дана 15. августа 1947. године, када су вршена задња повлачења Британаца и успостављан самоуправни доминион у оквиру британског Комонвелта, изабран је за првог председника владе и министра спољних послова.
У неколико наредних година Нехру је безуспешно покушавао да спречи деобу Индије на хинду државу и муслиманску државу. Упркос његовим великим напорима, утемељена је независна муслиманска држава Пакистан.
Остао је на месту председника владе и након што је статус британског доминиона укинут и Индија 26. јануара 1950. године доношењем устава постала република. Ту функцију је обављао до своје смрти. Поред премијерске функције и функције министра иностраних послова у пар наврата је, такође, био на челу индијског министарства финансија и министарства одбране.

### Спољна политика
Јавно се супротстављао Хитлеровом и Мусолинијевом фашизму. Посетио је Барселону у време Шпанског грађанског рата изражавајући симпатије према шпанској републиканској влади. Године 1938. посетио је Чехословачку, а није отишао у Италију и Немачку где је био позван.
Нехру је подржао резолуцију Уједињених нација из 1950. године о Кореји, супротставио се британским и француским потезима 1956. у Суецком каналу, и 1959. Кини поручио је да ће индијске границе бранити ако треба и војном силом.
У спољној политици настојао је да очува неутралност у Хладном рату. У складу са том политичком опцијом, с Титом и Насером је основао Покрет несврстаних. Са симпатијама је гледао на све ослободилачке покрете у свету. Посебно је настојао да успостави што боље односе са Народном Републиком Кином, који су били традиционално затегнути.

## Борба за индијску независност (1912–1947)

### У Британији
Нехру је развио интересовање за индијску политику током свог боравка у Британији као студент и адвокат.

### Рани допринос по повратку у Индију
У року од неколико месеци од повратка у Индију 1912. године, Нехру је присуствовао годишњој седници Индијског националног конгреса у Патни. Конгрес 1912. био је странка умерених и елите, и Нехру је био узнемирен због онога што је доживео као у „великој мери афера више класе која познаје енглески језик”. Нехру је имао сумње у погледу ефикасности Конгреса, али се сложио да ради за партију у знак подршке за Индијски покрет за грађанска права који је предводио Махатма Ганди у Јужној Африци, прикупљајући средстава за покрет 1913. године. Касније је водио кампању против рада по уговору и друге такве дискриминације са којом су се суочили Индијци у британским колонијама.

### Први светски рат
Кад је избио Први светски рат, саосећај је био подељен у Индији. Иако су образовани Индијци „у великој мери налазили посредно задовољство” у сведочењу понижавања својих британских владара, владајуће више класе су подржале савезнике. Нехру је признао да је на рат гледао са мешовитим осећајима. Франк Мораес је написао: "Ако је [Нехруова] симпатија била за било коју земљу она је била за Француску, чијој култури се у великој мери дивио." Током рата, Нехру је волонтирао за Сент Џонову амбуланту и радио је као један од провинцијалних секретара те организације у Алахабаду. Такође је говорио против цензорских аката које је британска влада преузела у Индији.
Нехру је изашао из ратних година као вођа чији су политички ставови сматрани радикалним. Иако је политички дискурс у то време доминирао Гопал Кришна Гокале, умерењак који је сматрао да је „лудило размишљати о независности”, Нехру је говорио „отворено о политици несарадње, потреби да се поднесе оставка са почасних функција под владом и да не настави бесплодна политика репрезентације”. Он је исмевао Индијску грађанску службу због њене подршке британској политици. Напоменуо је да је неко једном дефинисао Индијску грађанску службу „са којом смо нажалост још увек унесрећени у овој земљи, као ни индијску, ни грађанску, нити службу”. Мотилал Нехру, проминентни умерени вођа, признавао је ограничења уставне агитације, али је саветовао свог сина да није постојала друга „практична алтернатива”. Нехру, међутим, није био задовољан темпом националног покрета. Успоставио је сарадњу са агресивним националистичким лидерима који су захтевали домаћу управу за Индијце.
Утицај умерених на конгресну политику почео је да опада након што је Гокале умро 1915. године. Анти-умерени лидери као што су Анија Бесант и Бал Гангадар Тилак искористили су прилику да захтевају национални покрет за домаћу владавину. Међутим 1915. године, предлог је одбијен због невољности умерених да се обавежу на такав радикалан ток акције. Бесант је упркос тога формирала лигу за заговарање домаће владавине 1916. године; и Тилак, по пуштању из затвора, у априлу 1916. је формирао своју лигу. Нехру се укључио у рад у обе лиге, али је радио посебно за прву. Он је касније напоменуо: „[Бесант] је имала веома моћан утицај на мене у мом детињству... чак и касније кад сам се укључио у политички живот, њен утицај се наставио.” Још један развој који је довео до радикалне промене у индијској политици је било венчање хинду-муслиманског јединства путем Лакнау пакта на годишњем састанку Конгреса у децембру 1916. Пакт је инициран раније те године у Алахабаду на састанку Свеиндијског конгресног одбора који је одржан у Нехруовој резиденцији у Ананд Бавану. Нехру је поздравио и охрабрио зближавање две индијске заједнице.

### Покрет за домаћу владавину
Неколико националистичких лидера окупило се 1916. године под руководством Аније Бесант да би изразили захтев за самоуправом, и за остваривањем статуса доминиона унутар Британске империје који су већ имале Аустралија, Канада, Јужна Африка, Нови Зеланд и Њуфаундланд, у то време. Нехру се придружио покрету и постао је секретар Бесантове Лиге за домаћу владавину. Јуна 1917. Бесант је била ухапшена и интернирана од стране британске владе. Конгрес и разне друге индијске организације запретиле су да ће покренути протесте уколико није ослобођена. Британска влада је касније била приморана да ослободи Бесант и направи значајне уступке након периода интензивног протеста.

### Несарадња
Први велики национални ангажман Нехруа дошао је на почетку Покрета несарадње 1920. године. Он је предводио покрет у Уједињеним провинцијама (сад Утар Прадеш). Нехру је био ухапшен по оптужбама деловања против владиних активности 1921. године и пуштен је неколико месеци касније. У раздору који је настао унутар Конгреса након изненадног затварања Покрета несарадње након Чаури Чаура инцидента, Нехру је остао лојалан Гандију и није се придружио Свараж странци коју су формирали његов отац Мотилал Нехру и ЦР Дас.

#### Интернационализација борбе за индијску независност
Нехру је играо водећу улогу у развоју интернационалистичке перспективе борбе за независност Индије. Тражио је иностране савезнике за Индију и формирао везе са покретима за независност и демократију широм света. Године 1927. његови напори су се исплатили и Конгрес је позван да присуствује конгресу потлачених националности у Бриселу у Белгији. Састанак је сазван ради координирања и планирања заједничке борбе против империјализма. Нехру је представљао Индију и изабран је у извршни савет Лиге против империјализма која је формирана на том састанку.
Све више, Нехру је видео борбу за независност од британског империјализма као мултинационални напор разних колонија и доминиона империје. Међутим, неке његове изјаве по овом питању тумаче се као саучесништво са успоном Хитлера и његових усаглашених намера. Суочен са овим тврдњама, Нехру је одговорио: „Ми имамо симпатије за национални покрет Арапа у Палестини, јер је усмерен против британског империјализма. Наше симпатије не могу бити ослабљене чињеницом да се наш национални покрет поклапа са Хитлеровим интересима.”

## Књиге
Најпознатија Нехруова дела су: Аутобиографија (1941, у оригиналу: Toward Freedom), Откриће Индије (1941), Осврти на светску историју (1936), Писма министрима (5 томова, 1987 — 1990, постхумно).